# Nelly Frijda
Nelly Frijda-Wiegel (Amsterdam, 4 mei 1936) is een Nederlands actrice, stemactrice, cabaretière en voormalig politica.

## Biografie

### Achtergrond
Frijda werd geboren in Amsterdam als dochter van Johannes Wiegel en Alida van Moorsel, en groeide op in een SDAP-gezin in de Rivierenbuurt. Ze volgde het Montessori Lyceum Amsterdam en het Spinoza Lyceum. Daarna ging ze naar de Toneelschool Amsterdam. Ze liep op haar zeventiende van huis weg en ging zelfstandig wonen aan de Bloemgracht.
Frijda werd na drie maanden verwijderd van de Toneelschool – naar eigen zeggen "wegens asociaal gedrag, gebrek aan fantasie en gebrek aan talent". Op 13 mei 1959 trouwde ze met de psycholoog Nico Frijda, met wie ze twee zonen en een dochter kreeg. Dit huwelijk werd op 21 augustus 1975 ontbonden; Frijda bleef wel de achternaam van haar ex-echtgenoot gebruiken, omdat iedereen al bekend was met deze naam.
Ze was in de jaren zestig bij de vrouwenbeweging betrokken geraakt en leefde na haar echtscheiding tien jaar samen met Annemarie Grewel. Ze woonde jarenlang aan de Prinsengracht, maar nam op 79-jarige leeftijd haar intrek in een woonzorgcentrum in de Jordaan. Haar tweede zoon, Michael Frijda, is stuurman op de binnenvaart en tevens auteur: hij schreef de roman Ritselingen, goed voor de shortlist van de Libris Literatuur Prijs. De andere zoon woont met zijn gezin in Japan.

### Acteercarrière

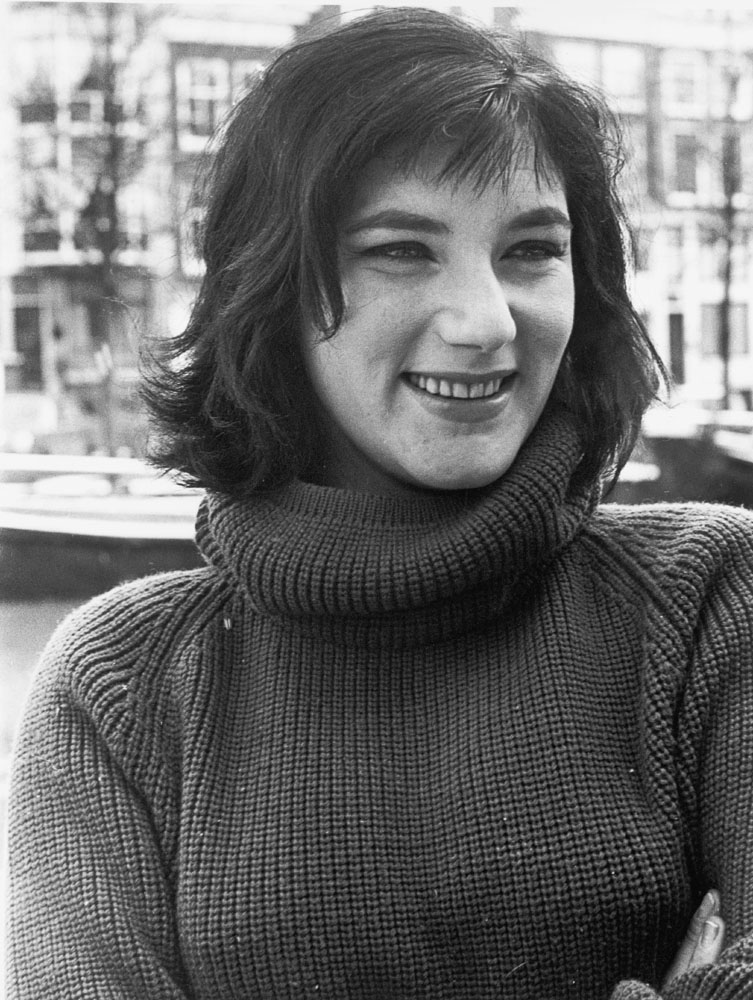
Nelly Frijda in 1963

Ze debuteerde in 1955 in het cabaret van Wim Kan, en maakte deel uit van Cabaret Ratjetoe met onder anderen Rinus Ferdinandusse en Berend Boudewijn. Daarna speelde ze in toneelstukken en musicals. Ze speelde in een twintigtal films - waaronder vier van Pim de la Parra, en Moutarde van Sonaansee van Toon Hermans - en in een aantal televisieseries. Ook heeft zij verschillende films en series nagesynchroniseerd, zoals de zeeheks Ursula in De Kleine Zeemeermin en Zira in De Leeuwenkoning II: Simba's trots.
Frijda is bij het grote publiek vooral bekend als Ma Flodder uit de drie Flodder-films en gelijknamige televisieserie. Ze speelde deze rol van 1986 tot en met 1997. De laatste aflevering werd in 1999 uitgezonden.
In 2012 nam Frijda afscheid van de toneelwereld. In 2015 leek het er even op dat ze een comeback zou maken, maar om gezondheidsredenen zag ze daarvan af.

### Politiek
Frijda voerde in 1997 actie tegen de aanleg van de Noord/Zuidlijn. Toen de graafwerkzaamheden in 2008 hadden geleid tot ernstige verzakkingen van huizen aan de Vijzelgracht, presenteerde ze op 10 december 2009 de politieke partij Red Amsterdam, die ze met advocate Nelleke van 't Hoogerhuijs had opgericht. De partij had als belangrijkste programmapunt het stopzetten van de aanleg van de Noord/Zuidlijn, en in het verlengde daarvan het stopzetten van alle dure prestigeplannen in Amsterdam; zoals het ontwikkelen van de Zuidas, de Tweede Zeesluis, woninglocaties op IJburg 2 en 3 en de wens de Olympische Spelen naar Amsterdam te halen. Bij de gemeenteraadsverkiezingen van 2010 haalde de partij één zetel. Frijda stond tweede op de lijst, maar werd met voorkeurstemmen gekozen. 
Ze zat een jaar in de gemeenteraad, tot maart 2011. Bij haar afscheid werden de verzamelde toespraken van Frijda in de gemeenteraad, getiteld Ik dacht dat een kunstschouw een nep-open haard was, aan burgemeester Eberhard van der Laan uitgereikt. Partijgenoot en voormalig PvdA-wethouder Pitt Treumann bezette vervolgens, eveneens voor een periode van één jaar, de gemeenteraadszetel van Red Amsterdam. Van 2012 tot 2014 was Roderic Evans-Knaup het raadslid voor deze partij. Bij de verkiezingen van 2014 verloor de partij haar zetel.

## Filmografie
- En ik van jou (korte film, 2018) - Anneke
- Vrouwen van Later (korte video, 2015) - Mimie van der Kwast
- Malaika (televisieserie, 2013) - Mevrouw Liekens (4 afleveringen)
- Monsters University (2013) - Trees (stem)
- Omega (2012) - Medium Johanna van der Geest[6]
- Hochmut (2012) - Ex-vrouw van David
- Harry Potter en de Relieken van de Dood deel 1 - Tante Marga (stem)
- Kinderen geen bezwaar (televisieserie) - Elly de Mol (afl. Grote Oma heeft een nieuwe vriend, 13 november 2010)
- Annie M.G. (2010) - Dieuwer
- Misschien Later (2010) - Til
- Spion van Oranje (2009) - Irma
- Madagascar: Escape 2 Africa (2008) - Nana (stem)
- Gouden Loeki 2008 (2008) - Cor de Vries
- Sinterklaas en het Uur van de Waarheid (2006) - Dr. Grein
- Het zwijgen (2006) - Notaris
- Samen (televisieserie) - Hadewych (afl. 6 en 7, december 2005)
- Ellis in Glamourland (2004) - Moeder Ellis
- Kees de jongen (2003) - Opoe
- Show Yourself (televisieserie) (2003-2004) - Irene
- Glimlach van een kind (2003) - Buurvrouw (voice-over)
- Verkeerd verbonden (televisieserie) - Anna (afl. Spel der vergissingen en Een tot nog toe onvervuld verlangen, 2002)
- Kwade reuk (2002) - Rol onbekend
- Monsters en co. (2001) - Trees (stem)
- Wet & Waan (televisieserie) - Oda Ringholz (alle afleveringen van seizoen 1, 2000, en alle afleveringen van seizoen 2, 2003)
- Blub ik ben een vis (2000) - tante Anna (stem)
- De aanklacht (televisieserie) - Mevrouw Dekkers (afl. "De zaak: Sherryl Dekkers", 2000)
- De Leeuwenkoning II: Simba's trots (1998) - Zira (stem)
- Mulan (1998) - Koppelaarster (stem)
- Otje (televisiefilm, 1998) - Tante Melia (voice-over)
- Bennie (televisieserie) - Stem Mevr. van Santen, alle dieren (voice-over, 1997)
- Mijn Franse tante Gazeuse (1996) - Burgemeester
- Ik ben je moeder niet (televisieserie) - Trees (afl. De zus van Trudy, 1996)
- Flodder (televisieserie) - Ma Flodder (62 afl., 1993-1999) (laatste aflevering opgenomen in 1997)
- De kleine zeemeermin (tv-serie) - Ursula (stem) (1997)
- Eine kleine Nachtmerrie (televisieserie) - Rol onbekend (1996)
- Balto (1995) - Nasynchronisatie oma
- Flodder 3 (1995) - Ma Flodder
- Just Friends (1994) - Rol onbekend
- Lolamoviola: All Quiet (televisiefilm, 1994) - Rol onbekend
- Uit de school geklapt (televisieserie) - Mevrouw de Bruin, lerares Duits (1993)
- Dagboek van een zwakke yogi (1993) - Rol onbekend
- Flodder in Amerika! (1992) - Ma Flodder
- De Johnsons (1992) - Tante van Peter
- Eline Vere (1991) - Mevrouw Verstraeten
- Han de Wit (1990) - Moeder
- De Kleine Zeemeermin (1989) - De heks Ursula (stem)
- Laat maar zitten (televisieserie, 1988) - Directrice (seizoenen 1 tot en met 3)
- Voor niks gaat de zon op (televisieserie, 1988) - Moeder[7]
- Flodder (1986) - Ma Flodder
- Als in een roes... (1986) - Hoer
- Mama is boos! (1986) - Dr. Ellis K.P.R.
- Zondag weet je alles (televisiefilm, 1985) - Tante Cor
- De stilte rond Christine M. (1982) - Annie
- Het geheim van Nimh (1982) Tante An (voice-over)
- Spetters (1980) Arts in revalidatiecentrum.
- Cha-Cha (1979) - Rol onbekend
- Keetje Tippel (1975) - Harenwasster
- Mijn nachten met Susan, Olga, Albert, Julie, Piet & Sandra (1975) - Piet
- Zeven doodzonden van de kleine burgerman (tv-film naar het ballet van Kurt Weill en Bertolt Brecht, 1970) - Anna
- Rubia's Jungle (1970) - journalist[8]
- Elke dag is er een (1970) - Anne
- Moutarde van Sonaansee (1959) - Caroline Tulipe

## Theater (selectie)
- De kat van Huis (1955) (ABC cabaret van Wim Kan met onder anderen Mimi Kok)
- Het zilver van de pharao (1958/1959)
- Oliver Twist musical (1963)
- Zet de wereld stop - ik wil d'r af (1964/1965)
- Over Vietnam (1966/1967)
- Ballen (1969)
- Een blijde gebeurtenis (1971/1972)
- Antigone (1975/76)
- Lysistrata (1982/1983)
- Anne Frank (1983/84 en 1984/1985)
- Nonsens (1985/1986 en 2002/2003)
- Richard II (1990/1991)
- Annie (1997/1998)
- Mijn huis uit (2005/2006)
- Merlijn (2005/2006)
- Oud Vuil (2006/2007)
- Steel Magnolias (2006/2007) (met onder anderen Karin Bloemen)
- Wuivend Graan (2007/2008)
- The Beauty Queen of Leenane (2008/2009)
- Ik hield van Hitler (2010)
- Yab Yum - Het Circus van de Nacht (2012/2013)

## Cabaret
- Herexamen (1961/1962 en 1962/1963)
- Haaale voor de Nationale (1963)

## Radio
Tussen 1978 tot en met 2013 speelde Frijda mee in minstens 18 hoorspelen, waaronder De Moker (2010, als Greet), en andere programma's, zoals Boordje los en Homonos.